# Paulus Moses
Paulus Moses est un boxeur namibien né le 4 juin 1978 à Okapya.

## Carrière
En battant à Yokohama le japonais Yusuke Kobori le 3 janvier 2009, il devient champion WBA régulier des poids légers puis champion à part entière de cette fédération du 10 janvier (après que Nate Campbell a choisi de laisser son titre de "super champion" vacant) au 28 février 2009 (date à laquelle Juan Manuel Márquez s'empare du titre de super champion aux dépens de Juan Diaz). Moses est en revanche battu par le britannique Ricky Burns, champion WBO de la catégorie, le 10 mars 2012.